# Masculinismo
El masculinismo es un conjunto polisémico de ideologías y movimientos políticos, culturales y económicos que pueden tener como objetivo el análisis de la «construcción masculina de la identidad y los problemas de los hombres frente al género». En inglés, el término tiene varios significados. Se puede utilizar para referirse a ideologías y movimientos sociopolíticos que buscan eliminar el sexismo contra los hombres. Además, en dicho idioma también es un término que suele referirse a la ideología patriarcal o a una perspectiva masculina androcéntrica. En el caso del francés, a partir de los años 1990, es un término que se utiliza cada vez más frecuentemente para designar una tendencia antifeminista.
Algunos autores lo consideran la contraparte del feminismo, ya que buscaría la igualdad con las mujeres, pero desde el punto de vista masculino; así, este término puede utilizarse en distintos ámbitos para referirse a la defensa de los derechos y necesidades de los hombres, de la adhesión o promoción de las opiniones, y de los valores y actitudes consideradas como típicas de los hombres.
Alternativamente, y desde una óptica progresista y feminista, el masculinismo es referido como una forma particular de antifeminismo y un enfoque que se centra en la superioridad masculina, la exclusión de las mujeres y su dominación, con fuertes vínculos a la ideología del patriarcado aunque este no sea el objetivo del movimiento.

## Historia
La primera respuesta secular al feminismo provino del escritor y filósofo británico Ernest Belfort Bax —considerado el primer antifeminista, precursor del masculinismo y defensor de éste frente al feminismo—, quien en 1908 escribió The Legal Subjection of Men como respuesta al ensayo de John Stuart Mill de 1869 titulado The Subjection of Women. Posteriormente, este autor —adscrito al pensamiento socialdemócrata de fines del siglo XIX y principios del siglo XX— publicó El fraude del feminismo (1913), donde describió los efectos adversos del feminismo en sendos capítulos titulados «La cruzada antihombre», «Siempre las inocentes heridas» y «La falsa caballerosidad»; además, es considerado como uno de los textos clásicos de la corriente anti voto femenino, y se utilizó como referente para justificar la hipotética inferioridad de las mujeres. Otro texto que presenta el punto de vista masculinista sobre diversos temas es In Defense of Women de Henry Louis Mencken, que se publicó en 1917.
En el siglo XX, el masculinismo se desarrolló como respuesta al cambio de actitud y función de las mujeres que comenzaron a exigir un trato justo e igualitario, enfrentando la visión androcentrista vigente hasta ese momento; su aparición se remontaría a las décadas de 1970 y 1980. Sin embargo, el masculinismo no fue simplemente una respuesta al feminismo, ya que aunque algunas ideas surgieron tras confrontar temas feministas, hay otras cuestiones como la crianza de los hijos y el servicio militar que pueden identificarse como causas sin vínculos con temas feministas.
El primer ámbito fue abordado por Charles V. Metz, quien en 1968 publicaría Divorce and Custody for Men, texto en el que atacó la legislación familiar, el feminismo y abogó por el retorno de los roles sociales tradicionales para hombres y mujeres, contextualizando su posición en la necesidad de volver a las tradiciones de género en la sociedad y el hogar. Esta publicación daría cierto sustento a Ruben Kidd y George Partis, quienes en 1960 habían fundado la primera organización formal circunscrita a la defensa de los derechos de los padres, y que denominaron Divorce Racket Busters, el que posteriormente cambiaría a United States Divorce Reform. Posteriormente, sería Richard Doyle quien, tras publicar The Rape of the Male en 1976, guiaría a este incipiente movimiento hacia la unificación de propuestas al abordar un aspecto más amplio de dicha problemática que el realizado por Metz.
Aunque hay algunas instituciones masculinistas desde la década de 1970, como la National Coalition for Men, a partir de la década de 1990 estas asociaciones toman fuerza y comienzan a extenderse a varios países. El masculinismo ganó popularidad, con el apoyo de una interpretación particular del discurso de la autora feminista Doris Lessing, quien pidió que los hombres dejasen de ser insultados. Otros autores como Warren Farrell se distanciaron de los ideales feministas e incorporaron la visión masculinista dentro de las cuestiones de género.

### Masculinismo mitopoiético
Entre los teóricos contemporáneos se encuentran Robert Bly, exfeminista y actual activista masculinista que publicó en 1990 Iron John: A Book About Men y que se transformó en uno de los textos base del denominado masculinismo mitopoiético que busca analizar los cambios de la identidad masculina debido a la industrialización y los valores asociados a dicho género.

### Masculinismo profeminista
Este movimiento habría nacido a mediados de la década de 1970 tras el despertar feminista de dicho período, e incluye en general objetivos símiles de igualdad que propugna el feminismo. Esta corriente recibió influencias de la segunda ola feminista, el Poder Negro y el activismo del movimiento estudiantil y el Movimiento LGBT de los años 1960 y 1970, entre otros.

## Estudios sobre la masculinidad y masculinismo
El masculinismo se inserta dentro del campo académico interdisciplinario de los estudios sobre la masculinidad, junto a otros temas relacionados al hombre, género y política. Este campo a menudo incluye la teoría masculinista, historia social, la ficción masculina, la salud de los hombres, el psicoanálisis masculinista y todas aquellas prácticas influenciadas precisamente por el masculinismo y los estudios de género dentro de las humanidades y las ciencias sociales. Algunos de los aportes teóricos claves intentan conciliar las interpretaciones masculinista/feminista de los estudios de género, e incluyen entre otros a Does Feminism Discriminate Against Men de Warren Farrell y James Sterba, y Gendering, Courtship and Pay Equality de Rory Ridley-Duff.
Dentro del grupo de investigadores, no solo se encuentran personalidades y organizaciones del ámbito masculinista, sino que también organizaciones feministas en Canadá, Australia, Reino Unido y Estados Unidos.

## Áreas de interés para el masculinismo

### Custodia Compartida
Hay diversas fundaciones de padres en varios países en contra de lo que consideran discriminación de los Juzgados de Familia, ya que consideran que la madre esta en mejor posición respecto al padre en dicha instancia. En Uruguay, por ejemplo, se presenta en el año 2021 un proyecto de ley para afrontar esta situación, promoviendo la "equidad de tiempo" en el cuidado de los hijos y fomentando una tenencia compartida entre ambos progenitores.

### Educación
Un sector de los masculinistas sugiere la necesidad de eliminar la educación mixta, debido a que creen que las escuelas de un solo sexo son preferibles para el bienestar de los niños y porque algunos estudios sugerirían que los niños atraen más la atención del profesor en el aula en comparación con las niñas, por lo que serían ellos los que reciben las formas más severas de castigo, o bien son los que reciben con mayor frecuencia sanciones, en comparación con las niñas que realizan las mismas faltas.

### Empleo
El escritor Warren Farrell ha argumentado que los hombres a menudo son destinados a trabajos con una mayor exigencia física, de mayor incomodidad y alta peligrosidad de una manera injustificadamente desproporcionada.

### Suicidio
| Región | Varones | Mujeres |
| ------ | ------- | ------- |
| Global | 15      | 8       |

Otra área de activismo es la denuncia de las altas tasas de suicidio de los hombres respecto a las mujeres. Los masculinistas citan estadísticas de la OMS que muestran que el suicidio afecta al doble de varones que de mujeres, lo que supone que anualmente 510 000 varones pierden la vida a causa del suicidio.

### Violencia de género
Un segmento de los masculinistas se ha abocado a investigar o denunciar las razones por las que la violencia contra los varones es considerada un tabú social, es ignorada, minimizada o tomada menos en serio que la violencia contra las mujeres, o ridiculizada. Un ejemplo de esto último fue la controversia de la campaña «Los niños son estúpidos, ¡arrójales piedras!» que fue rechazada por el activista Glenn Sacks y por algunas agrupaciones como la National Coalition of Free Men y Southern Poverty Law Center.
Algunos investigadores consideran que la violencia contra el hombre es un problema social serio, porque aunque se habría prestado mayor atención a la violencia que se ejerce contra las mujeres, sería posible argumentar que la violencia contra los hombres en varios contextos es un problema social sustancial digno de atención.

#### Doble moral o doble estándar
En 2014 el colectivo masculinista ManKind realizó un experimento en las calles de Londres denunciando la doble moral a la hora de juzgar la violencia de género en función de si la persona que agrede es un hombre o una mujer. El canal estadounidense ABC realizó un documental en 2006 llamado Turning the Tables: How Do People React When There's Abuse in Public, But the Gender Roles Are Reversed analizando como la gente reaccionaba cuando una mujer agredía a un hombre. Este documental fue premiado por su precisión periodística. La psicóloga Carrie Keating de la universidad de Colgate, afirmó que «los hombres al pegar provocan más daño, pero las mujeres golpean más». Una de las denuncias es que si la víctima es un hombre y la agresora una mujer, la sociedad minimiza el sufrimiento del hombre considerándolo trivial. Esta situación provoca que los casos de hombres maltratados por mujeres sean silenciados, o por vergüenza, invisibilización, o por cuestionamiento de la "hombría" del hombre poniendo en duda su sexualidad.

### Bifobia contra hombres
Ha habido estudios en los que se indican que las preferencias contra las citas con hombres bisexuales son más fuertes que contra las mujeres bisexuales. Entre los motivos están la arraigación de los estereotipos masculinos o la creencia de que los hombres bisexuales son «homosexuales encubiertos».[cita requerida]

## Reacciones

### Críticas y respuestas
Algunos críticos creen que el masculismo se centra en la superioridad, el dominio masculino. o la exclusión de las mujeres, si bien ambos argumentos son usados paralelamente por los movimientos antifeministas. Algunos masculinistas creen que los roles de género diferenciados son naturales. Existe alguna evidencia de que las influencias sociales (por ejemplo, la división del trabajo por género, la socialización) son el origen único o principal de la diferenciación de género. Algunas partes del movimiento masculinista han tomado conceptos de la psicología evolutiva en cierta medida: esta teoría argumenta que la adaptación durante la prehistoria resultó en roles complementarios pero diferentes para los diferentes géneros, y que este equilibrio ha sido desestabilizado por el feminismo desde la década de 1960.

### Feminismo
Algunos masculinistas han sido descritos explícitamente como antifeministas por activistas feministas. Según Blais y Dupuis-Déri, "el contenido de los sitios web [masculinistas] y el testimonio de las feministas que cuestionamos confirman que los masculinistas generalmente critican incluso a las feministas y feministas moderadas al frente de las organizaciones feministas oficiales". Algunos activistas masculinistas han involucrado la interrupción de eventos organizados por feministas y demandas contra académicas feministas, periodistas o activistas. Además, las acciones masculinistas a veces son extremas; activistas por los derechos de los padres han bombardeado los tribunales de familia en Australia y han emitido amenazas de bomba en el Reino Unido, aunque es ambiguo si hubo participación de grupos militantes públicos y organizados. También se han involucrado en "recortes de llantas, el envío de paquetes llenos de excrementos, amenazas contra políticos y sus hijos". Los portavoces de estos grupos también se han manifestado en contra de las campañas de conciencia pública para prevenir la agresión sexual, argumentando que retratan una imagen negativa de los hombres, y un grupo masculinista hostigó a los administradores de docenas de refugios para mujeres maltratadas.

## Manosfera
Manosfera (en inglés, manosphere) se refiere a una red informal de blogs, foros y sitios web donde los comentaristas se centran en cuestiones relacionadas con los hombres y la masculinidad, como contraparte masculina del feminismo o en oposición a él. Muchos de estos son espacios para hombres. El término es un neologismo, un acrónimo de las palabras inglesas para hombre y esfera. Otro término que tiene el mismo significado es androsfera (del griego antiguo: ἀνήρ, anḗr, genitivo ἀνδρός, andros, "hombre"). Según una columna de opinión de The Guardian, la manosfera es una comunidad en línea que mezcla "artistas de ligue, hombres víctimas de abusos, defensores de los derechos de los padres" unidos por su creencia de que el feminismo es el enemigo.